# 特殊急襲部隊
特殊急襲部隊（日语：／，正式名稱是“特殊部隊”）是隸屬於日本警察廳的特種警察部隊，其主要責任是對人質劫持、恐怖襲擊及強大火力匪徒等進行迅速的反應壓制。

## 概要

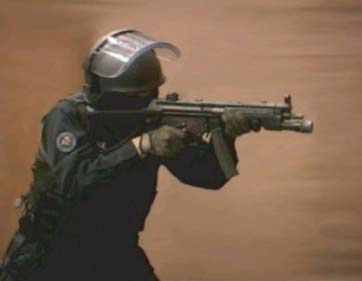
SAT隊員手持MP5衝鋒槍

1977年9月28日，日本航空472號班機在孟加拉達卡遭到日本赤軍劫持，日本政府因接受了歹徒的要求換來人質的安全釋放，而飽受來自各界的非難。半個月後，也就是1977年10月13日的漢莎航空劫持案，當時西德出動了第九國境守備隊進行突襲，並且順利地結束此事件。以此為契機，日本興起創設特種部隊的輿論。
1977年11月，在極機密的狀態下，參考德國第九國境守備隊及英國特種空勤團，於警視廳第六機動隊及大阪府警察第二機動隊下成立特殊部隊（Special Armed Police，縮寫SAP）。成立初期，派員至德國第九國境守備隊研習，並且持續至今。除此之外，也跟法國國家憲兵干預組交流。
創立初時，部隊的存在幾乎是不為人所知悉，直到1995年發生全日空857號班機劫機事件，當局出動特殊部隊，公眾方才知道這個部隊的存在性。翌年4月1日，正式使用現稱。
2000年，東京警視廳的特殊急襲部隊部隊由第六機動隊特科中隊改隸屬為警視廳警備部第一課特殊部隊；2001年，大阪府警察本部特殊急襲部隊由第二機動隊零中隊改隸為大阪府警警備部警備課特殊部隊。

## 組織架構
主要分為4個單位：
- 突擊班：負責突擊。
- 狙擊支援班：負責狙擊及偵查。
- 技術支援班：負責偵查、破壞器材之提供，並且提供所需要的戰術武器。
- 指揮班：現場指揮、統籌。

## 已知裝備

### 個人武器

#### 手槍
| 武器名稱          | 原產地 | 備註            |
| ----------------- | ------ | --------------- |
| HK P9S            | 德国   | 已退役          |
| HK USP9           | 德国   | -               |
| SIG Sauer P226    | 德国   | -               |
| SIG Sauer P228    | 德国   | -               |
| 貝瑞塔92FS VERTEC | 義大利 | -               |
| 克拉克19          | 奥地利 | -               |
| S&W M3913         | 美国   | 北海道的SAT使用 |

#### 衝鋒槍
| 武器名稱 | 原產地 | 備註                                                                                |
| -------- | ------ | ----------------------------------------------------------------------------------- |
| HK MP5   | 德国   | 命名為“高性能衝鋒槍”，採用型號包括：A4、A5、F、SD6及K-PDW。為突入攻堅短距離交戰使用 |

#### 突擊步槍
| 武器名稱 | 原產地 | 備註                                       |
| -------- | ------ | ------------------------------------------ |
| 豐和89式 | 日本   | 為主力步槍，作為中距離與歹徒交火狙擊時使用 |
| HK53     | 德国   | -                                          |

#### 狙擊步槍
| 武器名稱   | 原產地 | 備註   |
| ---------- | ------ | ------ |
| 豐和M1500  | 日本   | -      |
| 豐和金熊型 | 日本   | 已退役 |
| 雷明登700  | 美国   | -      |
| 精密國際AW | 英国   | -      |
| 豐和64式   | 日本   | -      |
| HK PSG1    | 德国   | -      |

#### 霰彈槍
| 武器名稱  | 原產地 | 備註 |
| --------- | ------ | ---- |
| 雷明登870 | 美国   | -    |

#### 其他槍械
- 高壓水槍

### 個人裝備
- 工作服：通常為全黑或深藍色。
- 防彈頭盔：可配備防彈面罩。
- 戰術背心
- 攜板背心
- 閃光彈
- 防彈盾
- 破門鎚
- 塑料炸藥
- 夜視儀
- 潛水設備
- 警棍

## 流行文化

### 电子游戏
- 《絕對武力Online》：作為反恐部隊人物皮膚登場，奇怪地穿著陸上自衛隊的迷彩作戰服，並在遊戲檔案資料中命名為“sdefense”（為日本自衛隊的英語名稱“Self-Defense Force”的縮寫）
- 《虹彩六號：圍攻行動》：在其追加下载内容“赤鸦行动”中加入两名SAT的干员。分別為進攻方「Hibana」和防守方「Echo」。

### 小說
- 《ジウ》 (小説)
- 《宣戰布告》 (小説)
- 《玫瑰之塵行動》（《亡國神盾艦》續作）
- 《六機の特殊》

### 影視劇及動畫
- 《S-終極警官》
- 《大捜査線 THE MOVIE 2》
- 《名偵探柯南》
- 《亞人》
- 《烏龍派出所》
- 《學園默示錄》
- 《未來日記》
- 《GATE 奇幻自衛隊》
- 《相棒》
- 《馬路須加學園5》
- 《寄生獸》
- 《Unfair非關正義電影版》
- 《反恐特警組》（第3季第13集）

## 外部連結
- Special Operations link （页面存档备份，存于）
- SpecWarNet link （页面存档备份，存于）